# مها الحاج
مها الحاج ممثلة يمنية، مثلت عدة أدوار في الدراما اليمنية. بدأت عملها الفني عام 2009 بمشاركة في أوبريت (بناء وطن)، وهي مصممة أزياء ومكياج.

## من أعمالها
- مسلسل قبل الفوات
- مسلسل الرحلة
- مسلسل كل يوم حكاية
- مسلسل حي الحكمة